# Андре Бринк
Андре Бринк (на африкаанс: André Brink) е южноафрикански учен, преводач, драматург и писател на произведения в жанровете драма, пътепис и документалистика. Пише и под псевдонимите Адриен дю Тойт (Adrienne du Toit) и Крис ван Лил (Chris van Lille), както и на езиците африканс и английски език.
Представител е на африканското литературно движение „Шейсетте“ (Die Sestigers) – творци от 60-те години на 20 век, пишещи на африкаанс като протест срещу апартейда.

## Биография и творчество
Андре Филипус Бринк е роден на 29 май 1935 г. във Вреде, Фрайстат, ЮАР. Има 2 сестри и брат. Баща му е магистрат, а майка му е учителка. Семейството често се мести в разни градове. Завършва гимназия в Лиденбург през 1952 г. Учи в Университета за християнско висше образование в Потчефструм и завършва с магистърска степен по литература на африканс.
Първото му произведения „Meul teen die Hang“ е издадено през 1958 г.
В периода 1959 – 1961 г. завършва сравнителна литература в Сорбоната, Париж. Там започва да пише активно. По време на следването си в Сорбоната вижда, че черните студенти са равнопоставени, което променя вижданията му. Връщайки се в Южна Африка, започва да пише на африканс, за да оспори политиката на апартейда на Националната партия чрез произведенията си.
От юли 1961 г. преподава африканс и нидерландска филология в Родоския университет в Грахамстаун. Първите му романи „Lobola vir die Lewe“ (Цената на живота) и „The Ambassador“ (Посланикът) са аполитични, но по-късните му произведения постепенно отразяват политическите му позиции.
По време на втория се престой във Франция в периода 1967 – 1968 г. втвърдява политическата си позиция срещу апартейда и започва да пише както на африканс, така и на английски, за да разшири аудиторията си. През 1973 г. романът му „Kennis van die Aand“ става първата книга на африканс, която е забранена от правителството на Южна Африка. Бринк я превежда и публикува публикува в чужбина на английски като „Поглед върху тъмнината“.
През 1975 г. получава докторска степен по литература в Родоския университет въз основа на вече публикуваните му произведения – „Аспекти на новата проза“, „Аспекти на новата драма“ и „Поезия на Брейтен Брейтенбах“. Преподава английска филология в университета до 1990 г.
Сред най-известните му романи е „A Dry White Season“ (Сух бял сезон) от 1979 г., удостоен с наградата „Мартин Лутър Кинг“. През 1989 г. е екранизиран в едноименния филм с участието на Доналд Съдърланд, Джанет Сузман, Сюзън Сарандън, Марлон Брандо и Закес Мокае. Пише също пиеси и пътеписи, превежда чужда литература на африканс.
От 1991 г. до смъртта си е преподавател по английска филология в университета на Кейптаун. През 1994 г., след вълната от престъпления вследствие на демократизацията на страната, променя вижданията си и критикува правителството на Африканския национален конгрес за терор, корупция и нарушаване на свободата на словото. В мемоарната си книга „A Fork in the Road“ от 2009 г. отразява еволюцията на политическото си съзнание и намаляващата му вяра в правителството на страната.
Получава наградата „Медичи“ за романа „Сух бял сезон“ през 1980 г. Обявен е за „доктор хонорис кауза“ от Университета Витватерсранд в Йоханесбург (1985) и от Католическия франкофонски университет в Льовен, Белгия (2015).
Бил е женен 5 пъти, има 4 деца (1 – първи брак, 1 – втори брак и 2 – трети брак). Андре Бринк умира от инсулт на 6 февруари 2015 г. по време на полет по маршрута от Амстердам до Кейптаун, след като е получил отличието си от университета в Льовен.

## Произведения

### Самостоятелни романи
- Meul teen die Hang (1958)
- Die Gebondenes (1958/9)
- Eindelose Weë (1960)
- Lobola vir die Lewe (1962)
- The Ambassador (1963)
- Orgie (1965)
- Miskien Nooit (1969)
- Looking on Darkness (Kennis van die Aand) (1973)
- An Instant in the Wind (1975)
- Rumours of Rain (1978)
Мълва за дъжд, изд.: „Народна култура“, София (1985), прев. Юлия Тошева
- A Dry White Season (1979) – награди „Мартин Лутър Кинг“ и „Медичи“
- A Chain of Voices (1982)
- The Wall of the Plague
- States of Emergency (1989)
- An Act of Terror (1992)
- The First Life of Adamastor (1993)
- On the Contrary (1994)
- Imaginings of Sand (1996)
- Devil's Valley (1998)
- The Rights of Desire (2000)
- The Other Side of Silence (Anderkant die Stilte) (2002)
- Before I Forget (2004)
- The Other Side of Silence (2004)
- Praying Mantis (2005)
- The Blue Door (2006)
- Other Lives (2008)
- Philida (2012)

### Пиеси
- Die Band om ons Harte (1956)
- Caesar (1961)
- Die Koffer (1962)
- Bagasie (1965)
- Elders Mooiweer en Warm (1965)
- Die Verhoor (1970)
- Die Rebelle (1970)
- Kinkels innie Kabel (1971)
- Die Bobaas van die Boendoe (1973)
- Afrikaners is Plesierig (1973)
- Pavane (1974)
- Die Hamer van die Hekse (1976)
- Toiings op die Langpad (1979)
- Die Jogger (1997)

### Пътеписи
- Pot-Pourri (1962/3)
- Sempre Diritto (1963)
- Olé (1965)
- Midi (1969)
- Parys-Parys Retoer (1969)
- Fado (1970)

### Сборници
- Die Fees van die Malles (1982)
- Mal en Ander Stories (1986)
- Latynse Reise (1990)
- Met ’n Glimlag (2006)

### Документалистика
- Map Makers (1983)
- Writing in a State of Seige (1983)
- Reinventions (1996)
- Reinventing a Continent (1996)
- The Novel (1998)
- A Fork in the Road (2009)

### Екранизации
- 1974 'n Sonneblom uit Parys – диалог
- 1975 Somer – сценарий
- 1977 Kootjie Emmer
- 1978 Nicolene – адаптация
- 1980 The Settlers – ТВ сериал
- 1982 A Settler's Tale – ТВ сериал
- 1983 Hedda Gabler – ТВ филм
- 1989 Сух бял сезон, A Dry White Season